# 率更令
率更令，为中国古代官职之一，最初于秦代设立，一直至宋代取消。率更令是古代官职中位置相对较高的官品，历史上多位名人都曾历任率更令。率更令在各朝的官职范围不尽相同。
秦、汉时，率更令主要“掌知漏刻”，所以被称作“率更”。西汉时属于“詹事”，即掌管太后、皇子家中事的官吏。到东汉则属于太子少傅。到了晋代，率更令的职责开始发生变化，主管的是宫殿门户以及赏罚。在北齐的时候曾在詹事府下设置率更寺，率更令作为主官，职责进一步扩大至可以掌握部分的禁卫权。到了隋代和唐代进一步扩大职权，掌管皇族的次序、礼乐和刑罚事。但此后逐渐地位下降，到宋代最终被废除。
汉代至晋代率更令的地位在太子家令上，到了南朝则低于家令，但是品秩则都为千石官。

## 有關记载
历代职官志中均对率更令有大致描述和记载，较为详细地记载了率更令的变迁和发展，大致罗列于下。
|                     | 十二月，群臣奏请：「益安汉公宫及家吏，置率更令，庙、厩、厨长丞，中庶子，虎贲以下百馀人，又置卫士三百人。安汉公庐为摄省，府为摄殿，第为摄宫。」奏可。 |
| ——《汉书·卷九十九》 | |

|                       | 太子率更令一人，千石。本注曰：主庶子、舍人更直，职似光禄。 |
| ——《后汉书·卷九十九》 |                                                            |

|                     | 率更令，主官殿门户及赏罚事，职如光禄勋、卫尉。 |
| ——《晋书·卷二十四》 |                                                |

|                                                         | 太子家令、太子率更令、率更仆，东宫之达官也。其进品第五秩，与中庶子左右卫率同职，拟光禄勋。（《北堂书钞》六十六引《晋起居注》四条） |
| ——《全晋文·卷六·太子侍从进品诏（太康八年）·武帝（五）》 | |

|                                                 | 天监七年（戊子、五○八）诏吏部尙书徐勉定百官九品为十八班，以班多者为贵。二月，乙丑，增置鎭、卫将军以下为十品，凡二十四班；不登十品，别有八班。又置施外国将军二十四班，凡一百九号。丞相、太宰、太傅、太保、大司马、大将军、太尉、司徒、司空为十八班。……给事黄门侍郞、员外散骑常侍、皇弟·皇子府长史、太仆·大匠卿、太子家令·率更令·仆、扬州别驾、中散大夫、司徒右长史、云骑、游骑、皇弟·皇子府司马、朱衣直合将军为十班。……凡十号为一品。大凡一百九号，亦为二十四班，施于外国。 |
| ——《资治通鉴·卷一百四十七·梁纪三·高祖武皇帝三》 | |

|                          | 太子率更、家令、仆，铜印，墨绶。给五时朝服，进贤两梁冠。 |
| ——《宋书·卷十八 志第八》 |                                                          |

|                            | 太子詹事，一人。丞一人。职比台尚书令、领军将军。詹，省也。汉西京则太子门大夫、庶子、洗马、舍人属二傅，率更令、家令、仆、卫率属詹事。皆秦官也。后汉省詹事，太子官属悉属少傅，而太傅不复领官属。晋初太子官属通属二傅。咸宁元年，复置詹事，二傅不复领官属。詹事二千石。 率更令，一人。主宫殿门户及赏罚事，职如光禄勋、卫尉。汉东京掌庶子、舍人，晋世则不也。自汉至晋，家令在率更下；宋则居上。 |
| ——《宋书·卷四十 志第三十》 | |

|                     | 太子詹事。府置丞一人以下。太子率更令。太子家令。置丞。 |
| ——《南齐书·卷十六》 |                                                        |

|                   | 太子门大夫，兽头鞶，陵令、长，兽爪鞶，铜印环钮，墨绶，朝服，进贤一梁冠。令、长朱服，率更、家令、仆，朝服，两梁冠，兽头鞶，腰剑。 太子卫率、率更、家令丞，铜印环钮，黄绶，皂朝服，进贤一梁冠，兽爪鞶。 |
| ——《隋书·卷十一》 | |

|                     | 詹事，位视中护军，任总宫朝。二傅及詹事，各置丞、功曹、主簿。五官、家令、率更令、仆各一人。家令，自宋、齐已来，清流者不为之。天监六年，帝以三卿陵替，乃诏革选。家令视通直常侍，率更、仆视黄门三等，皆置丞。 |
| ——《隋书·卷二十六》 | |

|                     | 詹事，总东宫内外众务，事无大小，皆统之。府置丞、功曹、五官、主簿、录事员。领家令，率更令、仆等三寺，左右卫二坊。三寺各置丞，二坊各置司马，俱有功曹、主簿，以承其事。 |
| ——《隋书·卷二十七》 | |

|                     | 上仪同三司，尚书左丞，太子左右卫、宗卫、内等副率，左右监门率，上郡太守，雍州别驾，亲王府长史，太子家令，率更令、仆，内侍，城门校尉，已前上阶。尚书右丞，上镇将军，雍州赞务，直合将军，亲王府司马，谏议大夫，为从四品。 |
| ——《隋书·卷二十八》 | |

|                     | 高祖发迹太原，官名称位，皆依隋旧。及登极之初，未遑改作，随时署置，务从省便。武德七年定令：以太尉、司徒、司空为三公；尚书、门下、中书、秘书、殿中、内侍为六省；次御史台；次太常、光禄、卫尉、宗正、太仆、大理、鸿胪、司农、太府为九寺；次将作监；次国子学；次天策上将府；次左右卫、左右骁卫、左右领军、左右武候、左右监门、左右屯、左右领为十四卫府。东宫，置三师、三少、詹事府、门下典书两坊；次内坊；次家令、率更、仆三寺；次左右卫率府、左右宗卫率府、左右虞候率府、左右监门率府、左右内率府为十率府。王公以下置府佐国官。公主置邑司已下。并为京职事官。州县、镇戍、岳渎、关津为外职事官。 |
| ——《旧唐书·职官一》 | |

|                     | 从第四品上阶： 秘书少监、八寺少卿、殿中少监、太子左右卫、司御、清道、内率、监门副率、太子亲勋翊卫中郎将、太子家令、太子率更令、太子仆、内侍、大都护亲王府长史、己上职事官。府率、中郎将为武，馀并为文。太中大夫、文散官。宣威将军、武散官。轻车都尉。勋官。 |
| ——《旧唐书·职官一》 | |

|                     | 太子率更寺：令一人，从四品上。丞二人，从七品上。主簿一人，正九品下。录事一人，伶官师二人，漏刻博士二人，掌漏六人，漏童六十人，典鼓二十四人。 率更令掌宗族次序、礼乐、刑罚及漏刻之政令。 |
| ——《旧唐书·职官一》 | |

|                   | 令一人，从四品上。掌宗族次序、礼乐、刑罚及漏刻之政。太子释奠、讲学、齿冑，则总其仪；出入，乘轺车为导，居家令之次。坊、寺、府有罪者，论罚，庶人杖以下，皆送大理 坊寺府有罪者论罚庶人杖以下皆送大理 唐六典卷二七云：「凡诸坊寺府之有犯者，令其主司定罪，庶人杖以下决之，官吏杖以下皆送于大理。」。皇太子未立，判断于大理。 丞一人，从七品上。掌贰令事。宫臣有犯理于率更者，躬问蔽罪而上于詹事。 主簿一人，正九品下。掌印句。凡宗族不序，礼仪不节，音律不谐，漏刻不审，刑名不法，皆举而正之。决囚，则与丞同莅。 龙朔二年，改曰司更寺，令曰司更大夫。有录事一人，府三人，史四人，漏刻博士三人，掌漏六人，漏童二十人，典锺、典鼓各十二人，亭长四人，掌固四人。漏刻博士掌教漏刻。 |
| ——《唐书·职官四》 | |

|              | 汉率更令、丞主庶子、舍人更直，职似光禄勋；晋率更令掌宫殿门户之禁、郞将屯卫之士；北齐率更令掌周卫禁防、漏刻锺鼓。更，工衡翻。 |
| ——《唐六典》 | |

|                                                                                 | 率更令，秦官。颜师古曰：「掌知漏刻，故曰率更。」汉因之，有丞、主簿、庶子、舍人更直，职似光禄勋而属詹事。后汉因之，后属少傅。魏因之。晋主宫殿门户及赏罚事，职如光禄勋、卫尉，而属詹事。宋制，铜印墨绶，进贤两梁冠，绛朝服。梁、陈、后魏并有之。北齐领中盾署，掌周卫禁防漏刻钟鼓，亦属詹事。隋掌伎乐漏刻，有令、丞、录事各一人。大唐因之，加掌皇族次序及刑法事。龙朔二年，改率更寺为司更寺，改令为大夫。咸亨初复旧，丞、主簿各一人。 |
| ——《通典·职官典凡二十二卷·卷三十 职官十二·东宫官·太子率更令 太子率更令丞 主簿》 | |

|                                                                                   | 朝仪班序。太祖建隆三年三月，有司上合班仪：太师，太傅，太保，太尉，司徒，司空，太子太师、太傅、太保，嗣王，郡王，左右仆射，太子少师、少傅、少保，三京牧，大都督，大都护，御史大夫，六尚书，常侍，门下、中书侍郎，太子宾客，太常、宗正卿，御史中丞，左右谏议大夫，给事中，中书舍人，左右丞，诸行侍郎，秘书监，光禄、卫尉、太仆、大理、鸿胪、司农、太府卿，国子祭酒，殿中、少府、将作监，前任节度使，开封、河南、太原尹，太子詹事，诸王傅，司天监，五府尹，国公，郡公，中都督，上都护，下都督，太子左右庶子，五大都督府长史，中都护，下都护，太常、宗正少卿，秘书少监，光禄等七寺少卿，司业，三少监，三少尹，少詹事，左右谕德、家令、率更令、仆，诸王府长史、司马，司天少监，起居舍人，侍御史，殿中侍御史，左右补阙、拾遗，监察御史，郎中，员外郎，太常博士，五府少尹，五大都督府司马，通事舍人，国子博士，五经博士，都水使者，四赤令，太常、宗正、秘书丞，著作郎，殿中丞，尚食、尚药、尚舍、尚乘、尚辇奉御，大理正，太子中允、赞善、中舍、洗马，诸王友、谘议参军，司天五官正。凡杂坐者，以此为准。诏曰：「尚书中台，万事之本，而班位率次两省官；节度使出总方面，古诸侯也，又其检校兼守官多至师傅三公，而位居九寺卿监之下，甚无谓也，其给事、谏议、舍人宜降于六曹侍郎之下，补阙次郎中，拾遗、监察次员外郎，节度使升于六曹侍郎之上、中书侍郎之下，馀悉如故。」 |
| ——《宋史·宋史卷一百一十八·志第七十一·礼二十一宾礼三·礼二十一（宾礼三）·朝仪班序》 | |